# Václav Noid Bárta
Václav Bárta (nascido em 27 de outubro de 1980), conhecido como Václav Noid Bárta, é um cantor tcheco, compositor e ator. Irá representar a República Tcheca no Festival Eurovisão da Canção 2015, juntamente com Marta Jandová, com a música "Hope Never Dies".

## Ator
- Láska je láska (2009) - líder de banda
- Elixír života (2009)
- Excalibur
- Carmen (2012) - como García
- Obraz Doriana Greye
- Hamlet
- Jesus Christ Superstar
- Aida
- Lucie, větší než malé množství lásky

## Filmes e televisão
- Kájínek (2010) - como Křížek
- Svatby v Benátkách (2014-2015; série) - como Milánek